# Haulchin (França)
Haulchin é uma comuna francesa na região administrativa de Altos da França, no departamento de Nord. Estende-se por uma área de 5,15 km². Em 2010 a comuna tinha 2 349 habitantes (densidade: 456,1 hab./km²).